# João Esteves
João Esteves (Fundão, Alcaide, 1250 - ?) foi um nobre e cavaleiro medieval do Reino de Portugal.

## Biografia
Exerceu o cargo de alcaide-mor da Covilhã e foi o 2.º Senhor do Estoril.

## Relações familiares
Foi filho de Estêvão Anes, alcaide-mor da Covilhã e de Teresa Afonso do Amaral (1235 -?) filha de Ermigo Pais de Matos (1220 -?) e de Mécia Soeiro Cardoso. Casou com Fruilhe Lourenço de Valadares (1250 -?) filha de Lourenço Soares de Valadares (1230 -?) e de Sancha Pires de Mozelos, de quem teve:
1. Maria Anes, 3.ª senhora do Estoril (1270 -?) casou com Nuno Martins Barreto (1270 -?), filho de Martim Fernandes Barreto (1250 -?) e de Maria Rodrigues de Chacim (1250 -?), do qual foi primeira mulher.